# Ala-Säynätjärvi
Ala-Säynätjärvi är en sjö i kommunen S:t Michel i landskapet Södra Savolax i Finland. Sjön ligger 80,8 meter över havet. Arean är 46 hektar och strandlinjen är 6,77 kilometer lång. Sjön  ingår i Vuoksens huvudavrinningsområde.   Den ligger nära S:t Michel och omkring 210 kilometer nordöst om Helsingfors. 